# Таджиев, Тулкин Джураевич
Тулкин Джураевич Таджиев (узб. Toʻlqin Joʻrayevich Tojiyev/Тўлқин Жўраевич Тожиев, 13 апреля 1936, Ташкент, Узбекская ССР, СССР — 13 декабря 2024) — узбекский советский актёр театра, кино и дубляжа. Народный артист Узбекской ССР (1988).

## Биография
Тулкин Таджиев родился 13 апреля 1936 года в Ташкенте. В 1959 году окончил Ташкентский государственный театрально-художественный институт им. Островского. С 1959 по 1996 годы актёр труппы Узбекского государственного академического театра драмы им. Хамзы. Основные работы в театре: Бобчинский и Хлестаков («Ревизор», Н. В. Гоголь); Эдгар, Яго
(«Король Лир», «Отелло», У. Шекспир); Мансур и Джами («Алишер Навои», Уйгун, И. Султан), Ариф («Иман», И. Султан), Абдуллатиф («Мирзо Улугбек», М. Шейхзаде), Джонтой («Тополёк мой в красной косынке», Ч. Айтматов) и многие другие. 
Тулкин Таджиев также известен своими ролями в кино: Джурджани («Абу Али ибн Сина»), Хаким («Вторая весна»), Махмуд («Об этом говорит вся махалля»), Куддус («Пять братьев»), Аман («Граница проходит здесь», 3 серии), Тогаев («Кто ты?»), Кадыров («След черной рыбы», пять серий, «Ленфильм»), Гасанов («Жизнь в твоих руках»). С 1955 года принимал участие как актёр дубляжа в переозвучивании на узбекский язык более тысячи художественных фильмов, в том числе таких, как «Щит и меч», «Афоня», «Иван Васильевич меняет профессию».
Скончался 13 декабря 2024 года в возрасте 88 лет.

## Награды
- Народный артист Узбекской ССР (1988).
- Орден «Дустлик» (1997)[1].